# Anolis bicaorum
Anolis bicaorum (утіласький аноліс) — вид ігуаноподібних ящірок родини анолісових (Dactyloidae). Ендемік Гондурасу.

## Опис
Утілаські аноліси — середні представники свого роду, довжина яких (без врахування хвоста) становить 7,5 см. Тіло бурувате, великий горловий мішок чорнуватий з червоними краями і косими рядами білих лусок.

## Поширення і екологія
Утілаські аноліси є ендеміками острова Утіла в групі островів Іслас-де-ла-Бая. Вони живуть у вологих тропічних лісах. Відкладають яйця.

## Збереження
МСОП класифікує цей вид як такий, що перебуває на межі зникнення. Anolis bicaorum загрожує знищення природного середовища та хижацтво з боку кішок і щурів.